# Una voce poco fa

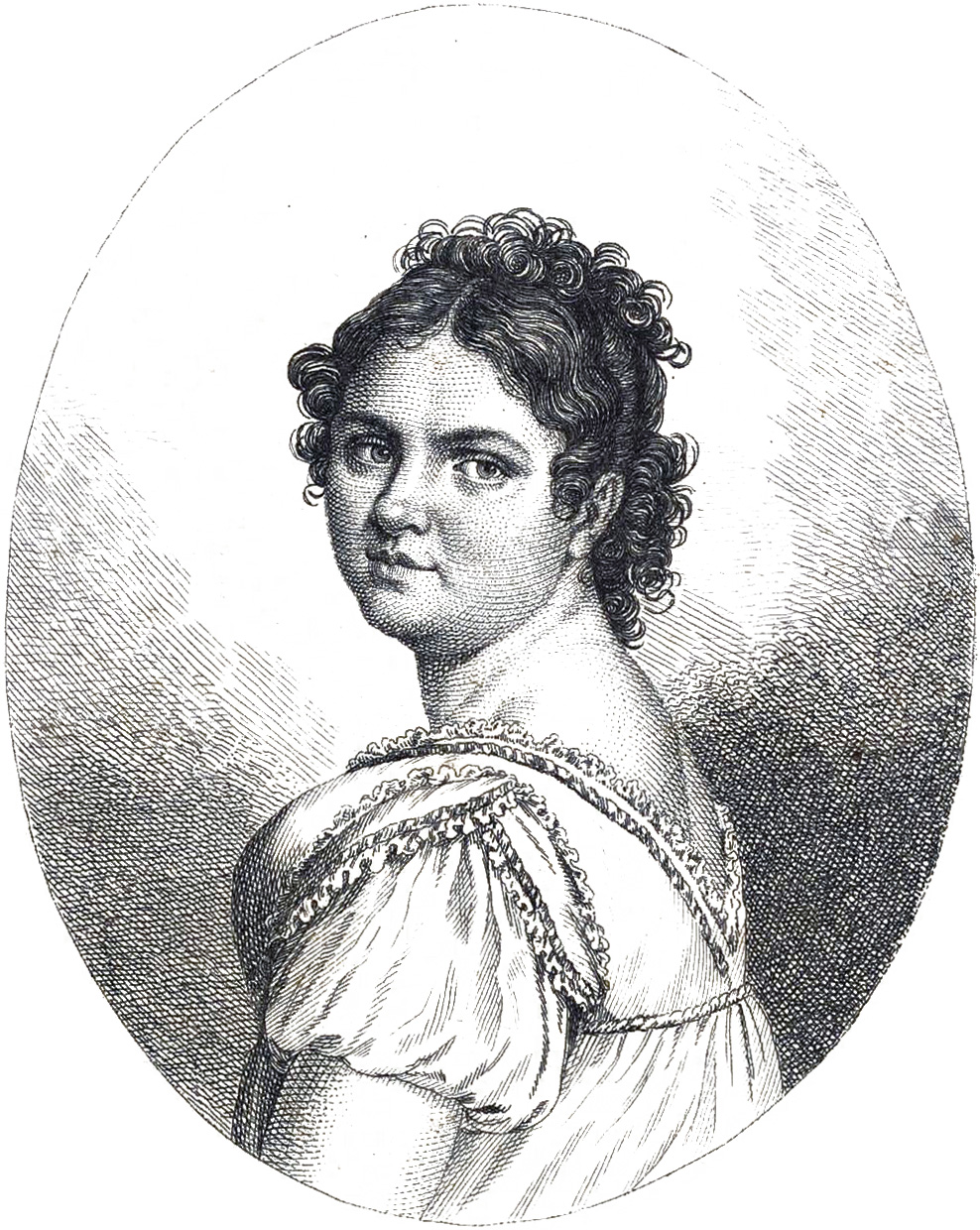
Geltrude Righetti-Giorgi, contralto italienne, créatrice de Rosine (et la seule applaudie à la création).

« Una voce poco fa » (litt. « Une voix il y a peu de temps ») est une cavatine issue de l'opéra Le Barbier de Séville (1816) de Gioachino Rossini, chantée lors de la deuxième apparition de la cantatrice (mezzo-soprano à l'origine, souvent soprano) tenant le rôle de Rosina, Rossini ayant l'audace de faire interrompre la chanteuse lorsqu'elle commence à chanter L'amorosa e sincera Rosina lors de sa première apparition, à un balcon, chose impensable envers une diva à l'époque.
Cette aria est un chef-d'œuvre du bel canto, et un grand air de colorature. Créé par Geltrude Giorgi-Righetti en 1816, il est repris par les plus grandes cantatrices du monde depuis, de Maria Malibran et sa sœur Pauline Viardot à Adelina Patti et Nellie Melba au XIXe siècle, à Lily Pons, Maria Callas, Victoria de Los Angeles et surtout Teresa Berganza au siècle suivant, et plus récemment, Cecilia Bartoli, Diana Damrau ou encore Joyce DiDonato pour les plus fameuses.

## Histoire
Les témoignages qui nous sont parvenus sur la première du Barbiere le 20 février 1816 au teatro Argentina à Rome concordent sur le véritable échec de cette représentation, entre rires, sifflets, quolibets, cris et battements de pieds, allant jusqu'à rendre totalement inaudible le second acte ! Néanmoins, avec la cavatine largo al factotum interprétée un peu avant par le rôle titre, una voce poco fa, très attendue, fut la seule exécutée dans un calme notable et permit à Geltrude Giorgi-Righetti, très populaire à Rome, d'obtenir un triomphe et trois rappels. Dirigeant les récitatifs de l'opéra depuis un pianoforte, Rossini prit les applaudissements pour lui et se leva pour saluer. Se rendant compte que les acclamations ne lui étaient pas destinées, il se rassit en murmurant à la cantatrice : Oh ! la nature humaine !
En 1950, Ginetta La Bianca interprète le rôle de Rosina alors qu'elle n'a pas encore 16 ans.

## Aspects musicaux du morceau
Cette cavatine est l'un des chefs-d’œuvre du bel canto, et l'un des grands airs de colorature. Le rôle de Rosina est originellement écrit pour contralto de coloratura (ou d'agilité) mais sa popularité a conduit le rôle à être très souvent transposé pour soprano, comme dans la version française du Barbiere. Una voce poco fa, écrit en mi majeur dans la tonalité originale, est un véritable feu d'artifice vocal. Trilles, arpèges, gammes et ornements s'allient à un tempo serré pour demander de la part de l'interprète une grande maîtrise technique. Au XIXe siècle, un certain nombre de solistes, parmi lesquelles Maria Malibran, ont même ajouté leurs propres ornementations à la mélodie de Rossini, en accroissant encore la difficulté. Aujourd'hui, l'aria est chantée autant par des contraltos ou plus communément par mezzos (dans le ton original) que par des sopranos (qui ajoutent traditionnellement des cadences pouvant monter jusqu'au contre-ré, dans le cas de Diana Damrau). Maria Callas, dont la tessiture de prédilection était un soprano, a créé la surprise en 1957 en chantant Una voce poco fa dans la tonalité originale de mi majeur.
Pressé de composer cet opéra, le jeune Rossini s'inspire de la seconde partie de l'aria interprétée par Elisabetta, regina d'Inghilterra, Quant'è grato all'alma mia, dans l'opéra du même nom, en reprenant plusieurs mesures, pour la partie de la cavatine qui commence par Io sono docile. Rossini avait déjà repris l'ouverture de cet opéra pour son ouverture du Barbier.

## Livret
Una voce poco fa

qui nel cor mi risuonò.

Il mio cor ferito è già

e Lindoro fu che il piagò.

Si, Lindoro mio sarà,

Io giurai, la vincerò.

Il tutor ricuserà,

io l'ingegno aguzzerò,

alla fin s'accheterà,

e contenta io resterò.

Si, Lindoro ecc.

Io sono docile,

son rispettosa,

sono obbediente,

dolce, amorosa,

mi lascio reggere,

mi fo guidar.

Ma se mi toccano

dov'è il mio debole,

sarò una vipera, sarò,

e cento trappole

prima di cedere farò giocar.

Io sono docile, ecc.